# 로미나 몬델로
로미나 몬델로(이탈리아어: Romina Mondello, 1974년 3월 1일 ~ )는 이탈리아의 배우, 연극 배우이다.
로마에서 태어났다.

## 영화
- 투 더 원더 (2012년) - 안나 역
- 퀸스 메신저 (2000년)
- 마르키스 (1997년)
- 왁스 마스크 (1997년)
- 노스트로모 (1996년)
- 마피아 캅스 (1995년)